# Choc des patois
Le choc des patois est le nom donné par les chercheurs en sociolinguistique à la genèse linguistique du français québécois, conçu comme ayant été issu de la fusion de dialectes parisiens, gallos (Haute-Bretagne), normands, saintongeais, angevins et poitevins. 

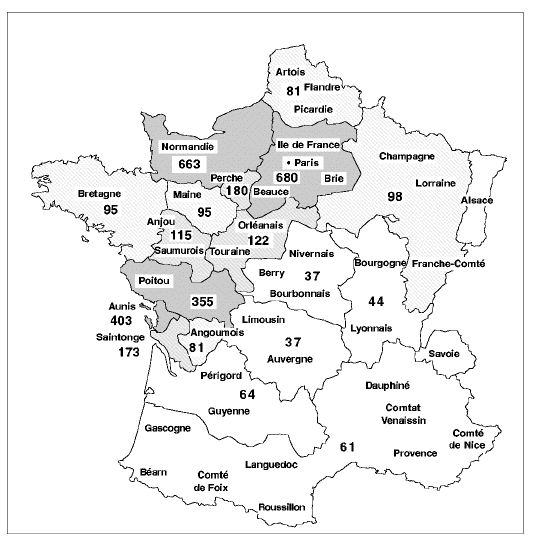
Distribution des immigrants par province d'origine (d'après Charbonneau & Guillemette 1994:169)

Le nombre et l'origine des colons arrivés pendant le régime français sont connus de façon assez détaillée au moins depuis Archange Godbout (1946) et le tableau qui en résultait a été perfectionné énormément avec les travaux d'Hubert Charbonneau et al. (1987) et Charbonneau et Guillemette (1994). Ainsi, entre 1608 et 1699, 14 393 colons français débarquèrent en Nouvelle-France. D'environ 2 500 habitants en 1663, la population de la Nouvelle-France est passée à 20 000 en 1713 et à 55 000 en 1755, soit cinq ans avant la conquête britannique. Les provinces françaises qui ont contribué pour 80 % à ce peuplement étaient situées à l'ouest de Paris et au nord de Bordeaux. La contribution du reste de la France, notamment la Picardie, la Champagne, la Bourgogne et le Midi, a été négligeable. 
La diversité des origines est cependant notable si on considère que les aires dialectales du normand et du poitevin sont des aires où se parlent des dialectes français qui ne sont pas mutuellement intelligibles mais ont fourni la moitié des immigrants. Or, il faut admettre qu'il se parle en Nouvelle-France à la fin du régime français un français fortement homogène qui n'a pu évoluer que relativement peu depuis cette époque. Étant donné que la France était encore loin de connaître l'unification linguistique, la question se pose de savoir comment et où le français québécois populaire (basilectal) s'est formé. Autrement dit, le choc des patois a-t-il eu lieu en France ou en Nouvelle-France? Deux hypothèses s'affrontent donc relativement à la genèse linguistique du français québécois, celle de Philippe Barbaud et celle d'Henri Wittmann. Les deux s'appuient pour l'essentiel sur les mêmes données démographiques.

## L'hypothèse de Barbaud
Selon l'hypothèse de Barbaud (1984, 1996), on doit supposer que les immigrants venant de France parlaient le patois de leur province d'origine avant d'arriver en Nouvelle-France. Les premiers colons étaient donc majoritairement des non-francophones, sauf pour les immigrants de la région de Paris, qui devaient vraisemblablement parler une forme de français populaire. Le choc des patois en Nouvelle-France et la francisation des patoisants en une population linguistiquement homogène parlant la langue du roi aurait surtout été l'affaire des femmes de la colonie. 
Ainsi, la plupart des 900 « filles du Roy » que la France fit passer en Nouvelle-France entre 1665 et 1673 auraient parlé un français non patoisant proche de la langue du roi. Bien qu'originaires de milieux modestes, ces jeunes filles auraient reçu une excellente éducation. Selon l'hypothèse de Barbaud, elles deviendront ensuite les mères de toute une génération de Canadiens lors de l'évolution démographique du pays. L'unification linguistique pourrait se faire naturellement, sans véritable intervention étatique.

## L'hypothèse de Wittmann
Pour soutenir l'hypothèse contraire à celle de Barbaud, Wittmann (1995, 1998) a comparé le français québécois à une vingtaine de variétés de français colonial et l'ensemble des variétés du français colonial au français populaire de Paris et aux différentes variétés du français dialectal, à savoir les patois du XVIIe siècle (normand, poitevin, francien, etc.). La comparaison permet de constater :
1. Seul l'acadien conserve les caractéristiques morphosyntaxiques du français dialectal, notamment le suffixe -on pour marquer la 1re/3e personne du pluriel des verbes (ils parlont pour « ils parlent ») et le proclitique je ou i pour « nous ». Ainsi, « nous parlons » est i parlons en poitevin et je parlons en francien, en angevin et en acadien.
2. Le français populaire de Paris, le français québécois et six autres variétés du français colonial ont éliminé la flexion verbale suffixale. Ainsi, « nous parlons » est invariablement (nous-aut’) on parl, avec nous-aut’ en position de sujet et on comme marque d'accord sur le sujet. Ce groupe partage également un certain nombre de traits typiques des parlers normands de Haute-Normandie (cauchois, rouennais, brayon) et picards, comme m'as parler pour « je parlerai » (m’as vient de j’vas pour « je vais »), dont les variétés coloniales, vu la quasi-absence d'immigrants de la Picardie, ont sûrement dû hériter par l'intermédiaire du parler populaire de Paris[5]. Cependant, les colons venus de Haute-Normandie étaient nombreux, surtout des pays de Caux et de Bray ainsi que de Rouen, où cette tournure était fréquente restée jusqu'aux années 1960, son passage en québécois ayant donc pu se faire par le biais de ces colons normands.
3. Dans les treize variétés restantes du français colonial, on assiste à l'élimination de la flexion verbale suffixale et à l'effacement des proclitiques. Ainsi, « nous parlons » est nous [Ø] parle, avec nous en position de sujet et l'effacement des marques d'accord.

Cette typologie phylogénétique permet de classer les langues gallo-romanes en trois groupes. Le groupe A représente la diversité linguistique naturelle du nord de la France au XVIIe siècle. La langue du Roy et le parler parisien rural appartenaient à ce groupe. Le groupe B représente la koinè de compromis, issue de la diversité linguistique qui s'était formée d'abord dans le Paris urbain pour s'imposer par la suite comme la lingua franca et instrument d'intégration linguistique dans tous les centres urbains de la France. Le groupe C représente les différentes variétés créoles du français, issues de la nativisation accélérée de variétés du groupe B par les populations majoritaires gallo-romanes.
Les candidats à l'émigration du XVIIe siècle ayant généralement fait un long séjour en milieu urbain avant leur départ, c'est une variété de français du groupe B, intelligible à tout locuteur d'une autre variété de ce groupe, qui a été introduite en Nouvelle-France comme langue véhiculaire et qui a fait ensuite l'objet d'une certaine homogénéisation phonologique. Ainsi, le « choc des patois » était forcément une chose du passé pour tout candidat à l'émigration. Le michif et le jargon chinook témoignent de la réalité que cette variété de français du groupe B que les coureurs de bois était utilisée par les populations amérindiennes.